# Bamboo Blade
Bamboo Blade (jap. バンブーブレード, Bambū Burēdo) ist ein von Masahiro Totsuka und von Aguri Igarashi gezeichneter Manga, der vom 3. Dezember 2004 bis zum 3. September 2010 im japanischen Seinen-Manga-Magazin Young Gangan erschien und ebenfalls in 14 Sammelbände veröffentlicht wurde. Die Reihe erzählt die Geschichte des glücklosen Kendō-Lehrers Toraji Ishida, der mit seinem ehemaligen Mitschüler, der mittlerweile auch ein Kendō-Lehrer ist, in Konkurrenz steht. Stets mit seiner Frauenmannschaft unterlegen, bekommt er mit Tamaki Kawazoe starken weiblichen Nachwuchs.
Aufbauend auf dem Manga entstanden zwei Manga-Spinoffs sowie eine Anime-Fernsehserie, die vom 2. Oktober 2007 bis zum 2. April 2008 auf dem Sender TV Tokyo ausgestrahlt wurde. Ein Roman zur Serie erschien im Februar 2008. Eine weitere Adaption als Videospiel für die PlayStation Portable, バンブーブレード~それからの挑戦~ (Bambū Burēdo: sorekara no chōsen), wurde am 28. Mai 2009 veröffentlicht.

## Charaktere
Toraji Ishida (石田 虎侍, Ishida Toraji)
Auch als Kojirō bezeichnet ist er ein Kendō-Lehrer, der auch Politik und Ökonomie an der Oberschule Muroe unterrichtet. Ständig am Hungertuch nagend schleppt er sich von einer Lohnzahlung zur nächsten und nimmt oft das Essen seiner Schüler entgegen. Von seinem ehemaligen Mitschüler bekommt er das Angebot seines Lebens: einen Jahresvorrat an Sushi, wenn seine weibliche Mannschaft in einem Trainingswettkampf gegen das seines älteren Mitschülers gewinnen sollte. Seitdem gibt er sich alle Mühe, das Training im Club in Gang zu setzen. Von der einzigen Person (Yūji Nakata), die die wahren Hintergründe seiner Ambition kennt, wird er als „erbärmlich“ bezeichnet.
Tamaki Kawazoe (川添 珠姫, Kawazoe Tamaki)
Sie ist eine recht kleine Schülerin im ersten Jahrgang der Oberschule, die häufig als Tama-chan angesprochen wird. Obwohl sie eine riesige Begabung für Kendō besitzt, sieht sie es nicht als Hobby an, sondern etwas was ihr zu Hause antrainiert wurde. Ihr Vater leitet ein Kendō-Dojo und sie lehnt es daher ab, dem Schulclub beizutreten. Dennoch besucht sie kurzzeitig den Club, um ein paar belästigende Jugendliche zu vertreiben. Sie besitzt ein übertriebenes Gefühl für Gerechtigkeit und Fairness, was bei ihr durch die Tokusatsu-Fernsehserie Blade Braver (eine Serie in der Serie) ausgelöst wurde. Trotz ihres Alters blieb sie ein großer Fan von Animes und der Tokusatsu. In der Mannschaft von Kojirō, der sie später beitritt, übernimmt sie die Rolle der stärksten Kämpferin.
Kirino Chiba (千葉 紀梨乃, Chiba Kirino)
Kirino ist eine Schülerin im zweiten Jahrgang und Kapitän der Kendō-Mannschaft. Als äußerst energetische und enthusiastische Anführerin träumt sie davon, die Mannschaft zu den nationalen Wettbewerben zu führen. Trotz ihrer lockeren Art kümmert sie sich intensiv um das Training und ist die erste die zum Shinai greift, während die anderen noch erschöpft auf dem Boden liegen. Sie wird so auch als das Herz der Mannschaft beschrieben. Charakteristisch für ihr Lächeln ist ein wie ein rundes 'W' geformter Mund, der an die Darstellung einer lächelnden Katze angelehnt ist.
Miyako Miyazaki (宮崎 都, Miyazaki Miyako)
Miyako ist eine Schülerin des ersten Jahrgangs, die von den anderen Schülern Miya-Miya genannt wird. Sie wird als sehr schönes und freundliches Mädchen vorgestellt, die zum Erstaunen vieler dem kleinwüchsigen und dicken Danjūrō ergeben ist. Hinter ihrer Fassade verbirgt sich jedoch eine sehr dunkle und sadistische Persönlichkeit, die in den Zeichnungen durch eine dunkle sie umgebende Aura angedeutet wird. In diesem Zustand ist sie zu allem fähig und würde ihrer Wut freien Lauf lassen, wenn sie nicht von irgendjemand durch den Ruf ihres Spitznamens sofort wieder in ihre liebevolle Persönlichkeit zurückversetzt würde.
Sayako Kuwahara (桑原 鞘子, Kuwahara Sayako)
Wie Kirino ist sie eine Schülerin des zweiten Jahrgangs, die als sehr wankelmütig beschrieben wird, da sie sehr häufig ihre Interessen und Ziele wechselt. Sie besuchte bereits während ihres ersten Jahres den Kendō-Club, verschwand aber immer wieder unvermittelt. Von Kirino wird sie immer wieder als Saya angesprochen, während die anderen Mannschaftsmitglieder sie aus Spaß und wegen ihrer Größe immer wieder wie ein Mann ansprechen. In ihrer Freizeit pflegt sie eine Beziehung nach der anderen und verfällt immer wieder in Liebeskummer, was es den anderen immer wieder schwer macht, sie pünktlich zu Veranstaltungen zu schleifen.
Satori Azuma (東 聡莉, Azuma Satori)
Satori besucht befindet sich im ersten Jahrgang und tritt als fünftes und letztes Mädchen der Mannschaft bei. Sie ist sehr talentiert und wird bald die zweitstärkste Kämpferin hinter Tamaki. In der Schule ist sie jedoch unterdurchschnittlich und konnte sich trotz des Austritts aus ihrem früheren Kendō-Club nicht verbessern.
Yūji Nakata (中田 勇次, Nakata Yūji)
Er ist ein netter und hilfsbereiter Schüler des ersten Jahrgangs dem Club beitritt. Er sammelte bereits Erfahrung in den unteren Schulklassen und konnte schon einige Preise gewinnen. Während der Handlung scheint sich eine Romanze zu Tamaki anzubahnen, die jedoch nicht über Anfänge hinauskommt.
Danjūrō Eiga (栄花 段十朗, Eiga Danjūrō)
Danjūrō, auch als Dan-kun bezeichnet, ist kleiner, dicker Schüler im ersten Jahrgang und der Freund von Miyako, die wesentlich größer ist als er und überhaupt nicht zu ihm zu passen scheint. Trotz anfänglicher Inspiration, einen Ping-Pong-Club beitreten zu wollen, landet er nach der Feststellung, dass es an der Schule keinen solchen Club im Kendō-Club gibt. Auf die Frage hin, ob er möglicherweise ein weiteres Mitglied für den Club kenne, brachte er zum Erstaunen aller Miyako als seine Freundin mit und ist der wahre Grund, warum Miyako sich überhaupt mit der Sportart auseinandersetzte.

## Entstehung und Veröffentlichungen
Der von Masahiro Totsuka geschriebene und von Aguri Igarashi illustrierte Manga wurde vom 3. Dezember 2004 bis zum 3. September 2010 im Seinen-Manga-Magazin Young Gangan publiziert. Die insgesamt 117 Kapitel wurden auch in vierzehn Tankōbon-Ausgaben zusammengefasst, die von Square Enix veröffentlicht wurden. Zusammen mit dem 7. Mangaband erschien am 25. Dezember 2007 ein Fanbook mit dem Titel BAMBOO BLADE ファンブック 7.5 und zusammen mit dem letzten Band am 25. November 2010 ein weiteres Fanbook mit dem Titel BAMBOO BLADE ファンブック (祝).
In den Vereinigten Staaten wurde der Manga 2008 von Yen Press lizenziert und sowohl im Magazin Yen Plus als auch in vierzehn Sammelbänden vollständig veröffentlicht. In Frankreich erscheint der Manga bei Editions Ki-oon; alle vierzehn Bände wurden zwischen September 2009 und Oktober 2011 veröffentlicht.

## Anime
AIC A.S.T.A adaptierte den Manga in einer 26 Folgen umfassende Anime-Fernsehserie, die in Japan vom 2. Oktober 2007 bis zum 2. April 2008 auf TV Tokyo gezeigt wurde.
Die Serie wurde 2009 von Funimation für den US-amerikanischen Markt lizenziert und in Form zweier Sammelboxen sowie einer Gesamtausgabe veröffentlicht.
Im Vereinigten Königreich erschien die Serie bei Manga Entertainment.

### Synchronisation
| Rolle           | japanischer Sprecher (Seiyū) |
| --------------- | ---------------------------- |
| Toraji Ishida   | Katsuyuki Konishi            |
| Tamaki Kawazoe  | Ryō Hirohashi                |
| Kirino Chiba    | Megumi Toyoguchi             |
| Miyako Miyazaki | Hōko Kuwashima               |
| Sayako Kuwahara | Sachiko Kojima               |
| Satori Azuma    | Rina Satō                    |
| Yūji Nakata     | Daisuke Sakaguchi            |
| Danjūrō Eiga    | Akira Ishida                 |

## Rezeption
Im Magazin Impact beschrieb Andrez Bergen die Serie aus dem Hause AIC A.S.T.A als Überraschung, die sie eigentlich nicht sei. So verfolge Bamboo Blade anstelle von Jungen sich abrackernde Oberschülerinnen einer speziellen Kendō-Mannschaft. Bereits zuvor soll das Studio mit Gun×Sword einen Anime geliefert haben, in dem eine Frau den anderen Charakteren die Show gestohlen habe.

## Bamboo Blade B
Ein Spinoff des Mangas mit dem Titel Bamboo Blade B erscheint von Dezember 2008 bis voraussichtlich zum 12. November 2013 im Shōnen-Magazin Shōnen Gagan. Dieser wird ebenfalls von Masahiro Totsuka geschrieben und von Neko Sutajio gezeichnet. Bis Mai 2013 wurden elf Sammelbände veröffentlicht.
In diesem Manga spielt die zwölfjährige Yū Ōkido  die Hauptrolle, die wie Tamaki ebenfalls ein Otaku ist. Obwohl die großgewachsene Yū seit mehreren Jahren fast täglich mit Ken, einem jüngeren Freund aus der Grundschule, Kendo trainiert, mag sie diesen Sport nicht. Beim Eintritt in die Mittelschule schlägt sie die deshalb Angebote von Mitschüler und Lehrer, einem Sportclub beizutreten, aus und wählt stattdessen mit ihrer Freundin Nana den Hauswirtschaftskurs. Über die ältere Schülerin Ozawa, die zwei Clubs besucht, kommt Yū dennoch zum Kendo-Club der Mädchen, der Gefahr läuft, mit dem Club der Jungen zusammengeschlossen zu werden.

## Bamboo Blade C
Ein weiteres Spinoff des Mangas mit dem Titel Bamboo Blade C wird ab dem 25. Mai 2013 im Seinen-Magazin Monthly Big Gangan veröffentlicht. Dieser wird ebenfalls von Masahiro Totsuka geschrieben, jedoch von Jingu Takao gezeichnet.